# Dystrykt Antsirabe I
Antsirabe I – dystrykt Madagaskaru z siedzibą w Antsirabe, wchodzący w skład regionu Vakinankaratra.

## Demografia
Liczba ludności w 1993 roku wynosiła 125 763 osób, zaś w 2001 roku 186 253 osób.

## Podział administracyjny
W skład dystryktu wchodzi 1 gmina (kaominina)- Antsirabe.